# Mid Life Crisis
Mid Life Crisis ist das zweite Studioalbum des US-amerikanischen Rappers Grandmaster Caz. Es wurde am 7. Oktober 2008 über Jazz Chill Records veröffentlicht. Präsentiert wird das Album von dem aus Chicago stammenden Produzenten DJ Parker Lee, der zudem für dieses Album die gesamte Produktion übernahm.

## Hintergrund
1993 arbeitete Grandmaster Caz erstmals mit DJ Parker Lee zusammen. In 15 Jahren kamen einige Singles der beiden zustande, Mid Life Crisis stellt hierbei den Höhepunkt dieser Kollaboration dar.

## Cover
Auf dem Cover steht oben „DJ PARKER LEE AKA P-LEE PRESENTS...“, gleich darunter ist „GRANDMASTER CAZ“ in lila Farbtönen zu lesen. Grandmaster Caz hält ein Mikrofon und ist dabei zu rappen, er hat eine grüne Cap sowie ein grünes T-Shirt an.

## Titelliste
| #   | Titel                                                         | Länge |
| --- | ------------------------------------------------------------- | ----- |
| 1.  | Be Gone                                                       | 4:51  |
| 2.  | Don’t Mess Wit Me (feat. Kyle Singer)                         | 3:42  |
| 3.  | Lioneere                                                      | 4:08  |
| 4.  | 4-Bar Funk (BTF Dance Remix)                                  | 3:35  |
| 5.  | Swing Hi Swing Lo (feat. Cold Crush Brothers & Freddie Foxxx) | 5:32  |
| 6.  | Slide (feat. Melle Mel & Whipper Whip)                        | 4:29  |
| 7.  | A Good Man Is Gone                                            | 4:09  |
| 8.  | Boss of All Bosses                                            | 3:55  |
| 9.  | MC Delight (feat. SammyDavis)                                 | 5:50  |
| 10. | Set It Off ’99 (feat. Dice & Dunn)                            | 4:25  |
| 11. | Back to Da Scene of Da Ryme                                   | 3:53  |
| 12. | Hate Da Game (Un Cut Mix)                                     | 5:48  |
| 13. | A Man Don’t Really Luv Ya If He Hits Ya (feat. Jaz-Flo)       | 4:42  |
| 14. | Not Tonight (feat. Rahiem & Reggie Reg)                       | 4:17  |
| 15. | Too Much                                                      | 1:36  |
| 16. | 4Bar Funk (P-Lee Da Loop Lord Mix)                            | 3:41  |
| 17. | Hot Summer Night (feat. Cold Crush Brothers)                  | 2:44  |
| 18. | Party Time                                                    | 2:38  |
| 19. | Out Come (feat. Jazzy Jeff)                                   | 3:21  |
| 20. | Da Grandmasta 007 Style (feat. Jaz-Flo)                       | 2:48  |

## Kritik
Matt Rinaldi von Allmusic schrieb, dass Grandmaster Caz niemals aufgehört habe, Musik zu machen. Mid Life Crisis sei weit davon entfernt, Old-School-Rap wieder zu beleben, vielmehr zeige Caz’ sein Talent am Mikrofon. Seine Lyrics und sein Flow seien imposant und dem Zeitgeist des Hip-Hop angepasst.